# Distretto di Ko Yao
Il distretto di Ko Yao (in thailandese: เกาะยาว) è un distretto (amphoe) della Thailandia, situato nella provincia di Phang Nga.